# Il mistero della Sfinge
Il mistero della Sfinge (Egyptian Melodies) è un film del 1931 diretto da Wilfred Jackson. È un cortometraggio d'animazione della serie Sinfonie allegre, distribuito negli Stati Uniti dalla Columbia Pictures il 27 agosto 1931. È stato distribuito in DVD col titolo Melodie egiziane.

## Trama
Un ragno (stranamente con sei zampe) si avventura nei tetri e pericolosi meandri della Sfinge di Giza ed assiste in una camera all'apertura di quattro sarcofagi da cui escono delle mummie che improvvisano un allegro balletto. La scena successivamente si sposta sulle pareti della camera mortuaria dove danzano anche le varie raffigurazioni di faraoni, concubine e aurighi. Il ragno, credendo di essere matto, fugge dalla stanza della Sfinge e corre all'impazzata verso il deserto.

## Distribuzione

### Edizioni home video
Il cortometraggio fu distribuito in DVD-Video nel secondo disco della raccolta Silly Symphonies, facente parte della collana Walt Disney Treasures e uscita in America del Nord il 4 dicembre 2001 e in Italia il 22 aprile 2004.